# Azenia aprepia
Azenia aprepia är en fjärilsart som beskrevs av Paul Dognin 1916. Azenia aprepia ingår i släktet Azenia och familjen nattflyn. Inga underarter finns listade i Catalogue of Life.